# Shennongtherium
Shennongtherium é um gênero extinto de rinoceronte do Mioceno. Vagueou uma vez no território que atualmente corresponde à China.